# Veronika Velez-Zuzulová
Veronika Velez-Zuzulová, född 15 juli 1984 i Bratislava i Slovakien i Tjeckoslovakien, är en slovakisk tidigare alpin skidåkare.
Zuzulová har tävlat i världscupen sedan säsongen 2000–2001. Hon har specialiserat sig i slalom.
Hon har deltagit i tre olympiska spel. Hennes bästa OS-placering är en 10:e plats i slalom OS 2010. I världscupen har hon vunnit tre gånger.
Zuzulová missade hela säsongen 2013–2014 på grund av en knäskada.

## Världscupsegrar
| Datum            | Plats     | Gren            |
| ---------------- | --------- | --------------- |
| 29 december 2012 | Semmering | Slalom          |
| 1 januari 2013   | München   | Parallellslalom |
| 12 januari 2016  | Flachau   | Slalom          |
| 15 januari 2016  | Flachau   | Slalom          |
| 3 januari 2017   | Zagreb    | Slalom          |